# Шлях до комунізму (журнал)
«Шлях до комунізму» (с укр. — «Путь к коммунизму») — украинский ежемесячный журнал, издававшийся в 1921—1925 годах в Харькове.
Орган Главполитпросвета Украинской ССР, первое периодическое профессиональное издание для работников внешкольного образования советской Украины. В 1921—1923 годах назывался «Путь к коммунизму» (редакция В. Бухарцева, Н. Ефимов), в 1924 году сменил название на «Шлях до комунізму». Выходил в 1924 году на русском языке, во Всеукраинском государственном издательстве; в 1924 г. — на украинском и русском языках в издательстве «Шлях освіти» при Наркомате просвещения УССР. Удельный вес украиноязычных статей в журнале в течение 1924 г. постепенно увеличивался: в № 1 их было 35 %, в № 6-7 — 92 %. Всего в течение 1924 года на украинском языке было напечатано 75 % статей. Тираж колебался от 2 до 5 тыс. экземпляров.
В редакционной программе, опубликованной в № 1 журнала, отмечалось, что главная задача журнала — сбор, учёт, изучение местного опыта, научная разработка методов политической просветительской работы в условиях города, села, профсоюзов и армии, налаживание связей между «политучреждениями, политпросветителями, членами рабочих и красноармейских и сельских клубов».
Структура журнала неоднократно менялась, но такие разделы, как «Общий» (теоретические материалы), «Официальный», «Работа на местах», «Библиотечная работа» были постоянными.
В журнале нашли отражение актуальные для 1920-х годов вопросы о роли и месте библиотеки в новом обществе, формирование единой сети библиотек, работа с читателями и др. Обсуждались, в частности в форме дискуссий, проблемы изучения состава и потребностей читателей, пути подготовки библиотечных кадров, вопросы применения методов психологии и педагогики в культурно-просветительской работе (к которой относилась и деятельность библиотек), руководство чтением как отдельных социальных групп, так и индивидуально. Особое внимание уделялось организации обслуживания читателей на селе, в частности, домам-читальням и передвижным библиотекам. В то же время вопрос состава фондов, комплектования библиотек рассматривался косвенно, почти не раскрывалась актуальная в то время проблема организации каталогов в массовых библиотеках. Значительное внимание уделялось идеологической направленности деятельности библиотек.
На страницах журнала состоялась дискуссия о месте библиотеки в сфере образования. Представители Главполитпросвета УССР (М. Гепнер, Л. Лурье, Я. Гайлис и др.) отстаивали точку зрения, что «библиотеки по своим формам и методам устарели, пережили себя и не должны существовать как самостоятельные учреждения», они являются частью клубной работы, поэтому их сеть должна создаваться во вторую очередь, в соответствии с сетью клубов. Позицию относительно самостоятельности библиотечной сети занял И. Вугман. Победила мысль (на то время) представителей Главполитпросвета УССР, которую обнародовал Я. Гайлис в публикациях «Єдина комбінована мережа політосвітзакладів УСРР» и «Бібліотечна справа на Україні».
В журнале активно печатались известные харьковские библиотековеды Б. Борович (статьи «Вечера живой библиографии», «Новый читатель и библиотека», «Работа библиотеки на местах»), О. Прозоровская («Библиотека на селе», «Революционные праздники в библиотеке», «Заповіти Леніна і бібліотеки»).
В 1925 году на базе журнала было создано два отдельных журнала — «Селянський будинок» и «Рабочий клуб», адресованные, соответственно, селькомам и городским учреждениям культуры.